# Nughedu Santa Vittoria
Nughedu Santa Vittoria (sardisk: Nughèdu Santa Itòria) er en by og en kommune (comune) i provinsen Oristano i regionen Sardinien i Italien. Byen ligger i 496 meters højde og har 485 indbyggere (2016). Kommunen har et areal på 28,57 km² og grænser til kommunerne Ardauli, Austis, Bidonì, Boroneddu, Neoneli, Olzai og Sorradile.